# اوکوچی، کاگوشیما
۳۲°۳′ شمالی ۱۳۰°۳۷′ شرقی / ۳۲٫۰۵۰°شمالی ۱۳۰٫۶۱۷°شرقی
اوکوچی در استان کاگوشیما در کشور ژاپن واقع شده‌است  که دارای جمعیت ۲۱٬۵۰۴ نفر و مساحت ۲۹۱٫۸۹ کیلومتر مربع با تراکم جمعیت ۷۳٫۷  نفر در کیلومترمربع است و در تاریخ ۱ آوریل ۱۹۵۴ به عنوان شهر شناخته شد.